# Minkler
Minkler es un lugar designado por el censo ubicado en el condado de Fresno, California, Estados Unidos. Según el censo de 2020, tiene una población de 867 habitantes.
En los Estados Unidos, un lugar designado por el censo (traducción literal de la frase en inglés census-designated place, CDP) es una concentración de población identificada por la Oficina del Censo de los Estados Unidos exclusivamente para fines estadísticos.
Del total de la población de la zona, el 27.10% son hispanos o latinos.

## Geografía
El área está ubicada en las coordenadas 36°43′39″N 119°27′32″O / 36.72750, -119.45889 (36.727624, -119.45885).